# Plop in de stad
Plop in de stad is een film die eind 2006 werd uitgebracht, geregisseerd door Matthias Temmermans en geproduceerd door Studio 100.
Het is ondertussen de zesde langspeelfim van Kabouter Plop en diens vrienden.

## Verhaal
Lui eet van een groeibes die hij vindt in het kabouterbos, waardoor hij groeit en even groot wordt als een mens. Kabouter Plop had Lui gewaarschuwd om niet van de bes te eten en is boos op Lui. Omdat zijn vrienden boos op hem zijn, loopt Lui overstuur weg, de grote mensenstad in.

## Productie
De film is grotendeels opgenomen in Veere. De gebruikte locaties zijn de Markt, de Kaai, de Kerkstraat en het ophaalbruggetje.

## Rolverdeling
| Acteur               | Personage             |
| -------------------- | --------------------- |
| Walter De Donder     | Kabouter Plop         |
| Chris Cauwenberghs   | Kabouter Lui          |
| Aimé Anthoni         | Kabouter Klus         |
| Agnes De Nul         | Kabouter Kwebbel      |
| Nicolette van Dam    | Lisa                  |
| Walter Baele         | Politieagent          |
| Pol Goossen          | Buschauffeur          |
| Sjarel Branckaerts   | Bakker                |
| Lutgarde Pairon      | Bakkersvrouw Rita     |
| Annemarie Picard     | Klant bij bakker      |
| Britt Van Der Borght | Snackbar-medewerkster |
| Harry Van Barneveld  | Uitsmijter            |
| Arnold Vanderlyde    | Uitsmijter            |
| Sam Gooris           | Fietser               |
| Kelly Pfaff          | Fietser               |
| Kenji Gooris         | Fietser               |
| Shania Gooris        | Fietser               |